# Poujadisme

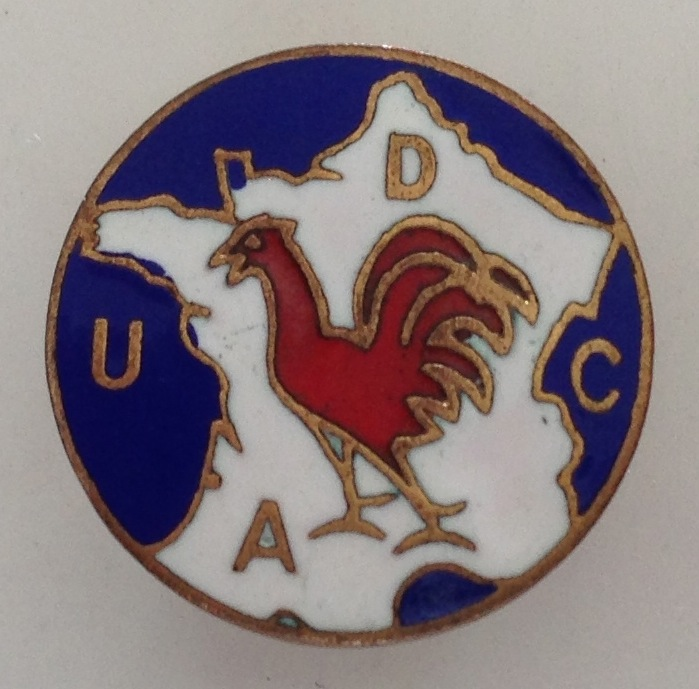
Logo de l'Union de défense des commerçants et artisans (UDCA).

Le poujadisme, du nom de Pierre Poujade, est un mouvement politique et syndical français d'extrême droite apparu en 1953 dans le Lot, et disparu en 1958. Il est fondé sur la défense des commerçants et des artisans.

## Description
Ce mouvement revendiquait la défense des commerçants et des artisans, qu'il considérait comme mis en danger par le développement des grandes surfaces dans la France de l'après-guerre, et condamnait l'inefficacité du parlementarisme tel que pratiqué sous la Quatrième République. Les termes de « poujadisme » ou de « mouvement Poujade » désignent les activités de l'Union de défense des commerçants et artisans, le syndicat dirigé par Pierre Poujade, et de l'Union et fraternité française, bannière utilisée par Poujade et ses partisans pour participer aux élections.
Par extension, le terme « poujadisme » est devenu un terme péjoratif désignant un mouvement politique corporatiste à tendance réactionnaire des classes moyennes à supérieures ou « conservatisme de petits-bourgeois ».

## Histoire
L'action de l'Union de défense des commerçants et artisans (UDCA) naît à Saint-Céré dans le Lot d'une révolte antifiscale, alors que le fisc applique le traditionnel principe qui sous-entend que le commerçant dans une société rurale camoufle une large part de son chiffre d'affaires, lequel commence par ailleurs à être bridé par la puissante concurrence de la grande distribution et de l'industrialisation,. Le mouvement obtient, en deux ans et dans toute la France, plus de 2 millions de voix et 52 députés [soit 12 %] et aux élections de 1956 se réunit alors sous l'étiquette d'Union et fraternité française (UFF). L'Union est hostile au traité de Rome et demande la suppression des contrôles fiscaux et la défense des petits commerçants. Les intellectuels sont souvent dénigrés au profit du supposé bon sens « des petites gens ». Le groupe UFF est aussi un fidèle soutien de l'Algérie française. Cependant, il refuse de voter la confiance au gouvernement Mollet lors de la crise du canal de Suez, par réflexe anti-anglais.
Le mouvement n'a qu'une postérité limitée, se maintenant jusqu'à la fin de la Quatrième République en s'alliant avec les gaullistes. Il disparaît presque complètement avec la mise en place de la Cinquième République en 1958. Tous les députés élus sous la bannière poujadiste en 1956 sont battus aux élections législatives françaises de 1958, à l'exception de deux d'entre eux, parmi lesquels Jean-Marie Le Pen, qui s'était éloigné du mouvement.

## Idéologie
Le poujadisme peut être considéré comme une des dernières expressions d'un mouvement de révolte des classes moyennes. On compte parmi les députés poujadistes des bouchers, des boulangers, des épiciers, des libraires. Les méthodes musclées sont monnaie courante durant les manifestations poujadistes. Le mouvement dispose d'un service d'ordre qui n'hésite pas à faire le coup de poing. Jean-Marie Le Pen, député poujadiste après les élections législatives de janvier 1956, s'inscrit dans cette lignée. Il a intégré dans l'idéologie du Front national la protestation contre les élus, les partis dominants et l'État prévaricateur.

## Terme par extension
Le terme « poujadisme » peut être utilisé pour qualifier péjorativement ce que le locuteur juge être du corporatisme réactionnaire de classes moyennes à supérieures sans qu'il y ait de rapport avec le mouvement lancé par Pierre Poujade.
Le terme poujadiste est parfois utilisé pour qualifier négativement un discours politique ou social jugé démagogique. Les attitudes visées peuvent inclure un militantisme en faveur des petits commerçants vis-à-vis des « gros » (d'abord nationaux puis multinationaux), mais également désigner diverses formes d'antiparlementarisme, de corporatisme, voire d’extrémisme politique, ou plus généralement pour désigner un populisme réactionnaire.
On utilise également très couramment ce terme pour désigner plus spécifiquement l'anti-intellectualisme dénoncé chez Poujade par Roland Barthes dans Mythologies.
En février 2010, Robert Zaretsky, un éditorialiste du New York Times, compare le Tea Party américain avec le poujadisme.